# Pułtuski csata
A  pułtuski csatára 1806. december 26-án került sor Pułtusknál, Új-Kelet-Poroszországban, (ma: Lengyelország) Leontyij Leontyjevics Bennigsen herceg körülbelül 40 000-45 000-es orosz–porosz serege (128 ágyúval) és Jean Lannes marsall 20 000 francia katonája között. A csata eldöntetlenül ért véget, az oroszok visszavonultak.  Az ütközet ugyanazon a napon zajlott le, mint a golymini csata.

## Előzmények
Miután Napóleon császár 1806 őszén meghódította Poroszországot, bevonult Lengyelországba, hogy szembenézzen az orosz hadsereggel, ami már arra készült, hogy támogassa a poroszokat, de egészen váratlanul érte őket a szövetségeseik veresége. Miután a franciák átkeltek a Visztula folyón, bevonultak Varsóba 1806. november 28-án .
Az orosz hadsereg teljes parancsnoksága az idős betegeskedő Mihail Kamenszkij tábornok kezében összpontosult. Az orosz első hadsereg gróf Bennigsen parancsnoksága alatt 55 000–68 000 főből állt, visszavonult a Visztulától, hogy a Wkra folyó partján egyesítsék  erőiket a 37 000 fős Buxhowden vezette második hadsereggel, ami Oroszországból 15 nappal előbb indult el, mint az első hadsereg. Kamenszkij azonban felismerve a hibáját, hogy a franciák átkeltek a Visztulán, december elején megpróbálta visszaszerezni az állásait a folyóparton. A francia erők átkeltek a Bug folyón Modlinnál december 10-én, és a porosz hadtest L’Estocq tábornok parancsnoksága alatt nem tudta visszafoglalni Thornt (ma: Toruń). Bennigsen december 11-én  visszafoglalta, és megtartotta a Wkra folyó partját.
Amikor ezt jelentették Napóleonnak, azt feltételezhette, hogy az oroszok teljesen visszavonultak. A császár Murat parancsnoksága alá rendelte erőit (Davout 3. hadtestét, Augereau 7. hadtestét  és Lannes 5.  hadtestét és az 1. lovas tartalékhadosztályt), hogy nyomuljon előre a Pułtusk irányába, miközben Ney, Bernadotte és Bessières (6., 1. és 2. tartaléklovasság) forduljon szembe az orosz jobb  szárnnyal és Soult (a 4. hadtest) kapcsolódjon a hadsereg két szárnyához.
Kamenszkij megállíttatta az orosz visszavonulást, és elrendelte, hogy támogassák a csapatokat a Wkra folyónál, mert a franciák megkísérelték a nehéz átkelési manővert a folyón, de ez egészen addig nem sikerült, amíg Davout a Wkra és a Narew folyó találkozási pontjának közelében december 22-én átkelt, így a franciák jutottak előnyhöz.
December 23-án, miután Soldaunál Bernadotte 1. hadteste kisebb ütközetbe keveredett L’Estocq tábornok porosz hadtestével, észak felé vonult Königsberg irányába. Megérezve a veszélyt, Kamenszkij visszavonulást rendelt el Ostrołękánál. Bennigsen megszegve a parancsot, úgy döntött, hogy megáll, és felveszi a harcot december 26-án Pułtusknál. Északnyugatra, Dmitrij Vlagyimirovics Golicin herceg 4. hadtestének nagyobb része  és Dohturov tábornok 5. hadosztálya  vissza felé vonult Ostrołęka felé,  Golymin városán keresztül.  A 3. hadosztály  Fabian Gottlieb von der Osten-Sacken tábornok vezetésével, aki a kapcsolatot képezte a poroszok között, szintén Golyminen keresztül akart visszavonulni, de már a franciák továbbűzték északra, Ciechanów felé.  A 4. hadosztály néhány egysége Pułtusknál maradt.

## A csata

### Időjárási körülmények
Az időjárás súlyos nehézségeket okozott mindkét oldalon.  Az enyhe őszi időjárás is tovább tartott, mint rendesen. Az egyébként fagyott utak december 17-én felolvadtak  és sártengerré változtak, aztán újabb kétnapos olvadás következett be december 26-án is. Az eredmény az lett, hogy mindkét fél megállapította, hogy nagyon nehéz a manőverezni. Különösen a franciák (mivel ők támadtak), nagyon nehezen szállították a tüzérséget.
Ellátási nehézségek is akadtak. Marcellin Marbot százados, aki Augereau seregében szolgált, a következőket írta:
„Esik és szüntelenül havazik. Az ellátás kezd egyre rosszabb lenni: nincs több bor, sör is alig van, és ami a legrosszabb, nincs kenyér, és könyörögni vagy harcolni kell egy darab disznó vagy marhahúsért.”

### A csatamező
Pułtusk a Narew folyó nyugati partján fekszik, külvárosa a folyó keleti partján. Strzegociz felől jövő út átvezet a folyón egy hídon, majd északnyugati irányba, Golymin felé fut. A másik út Varsó irányából  a várost  délnyugati oldalán érinti, majd a folyó nyugati partján Różan irányába vezet. Mielőtt elérte Pułtuskot ez az út, csatlakozott hozzá egy  másik Nasileskből. Egy másik hosszabb útvonal Różanon futott végig a  folyó keleti partján. A utolsó út, amely Maków felé vezet, északi irányba nyúlt a várostól.
A város maga egy alacsony síkságon fekszik. Északról és nyugatról a síkság egy széles gerincen szűkül közelebb a folyóhoz. A folyó egy szurdokot vágott a síkság közelében. Egy nagy erdő terül el a síkság  északnyugati oldalán, Mosin falu irányában. A falut erdőkön keresztül lehet megközelíteni Varsóból.

### A csata leírása
Bennigsen a Pułtusk–Golymin út mentén rendezte erőit, három vonalat alkotott  a 21., 18. és 5. zászlóalj erőiből. A bal szárny a városban, a jobb szárny a mosini erdőben. A tüzérséget az első sorok előtt állította fel. A szélső jobb oldalon Barclay de Tolly tábornok a mosini erdőt szállta meg három zászlóaljjal, egy lovasezredet és egy tüzérüteget golymini úton helyeztek el. Karl Gustav von Baggehufwudt tábornokhoz balszárny vonala és a Narewen átvezető híd, a vízmosás előtt tíz zászlóaljjal, két dragonyosszázaddal és tüzérségi üteggel. A 28 század lovasságot vetettek be a gerinc peremén, ami összekötötte Barclay és Baggehufwudt erőit, és a kozák lovasság állt harcra készen előttük.
Lannes átkelt hadtestével a Narewen Pułtusknál és úgy tudta, hogy az orosz haderő előtte áll, de nem volt tudatában annak nagyságával. Miután megküzdöttek a sárral, az első csapatok 10 óra körül érték el a területet, és visszaűzték a kozákokat az orosz fő vonalakig. Mivel a terepviszonyoktól Lannes csak az orosz elővéd helyzetét láthatta a szélsőbal és a jobb szél és a lovasság között.
Lannes Louis Gabriel Suchet hadosztályát a balszárnyon vetette be, szemben a mosini erdővel, Gazan, Wedell és Claparède hadait tartalékba tette, a többit az orosz vonal ellen küldte. Néhány ágyút is bevetett a balszárnyon és a centrumban.
11 óra körül francia jobb szárny támadást indított Baggehufwudt ellen. Ezt az orosz kozákok és lovasság visszaverték, Baggehufwudt elküldött előre egy vadász egységet, amely a tüzérségi támogatás ellenére visszafordult. Amikor francia centrum is támadni kezdett, Baggehufwudt a szárnyakon indított rohamot.

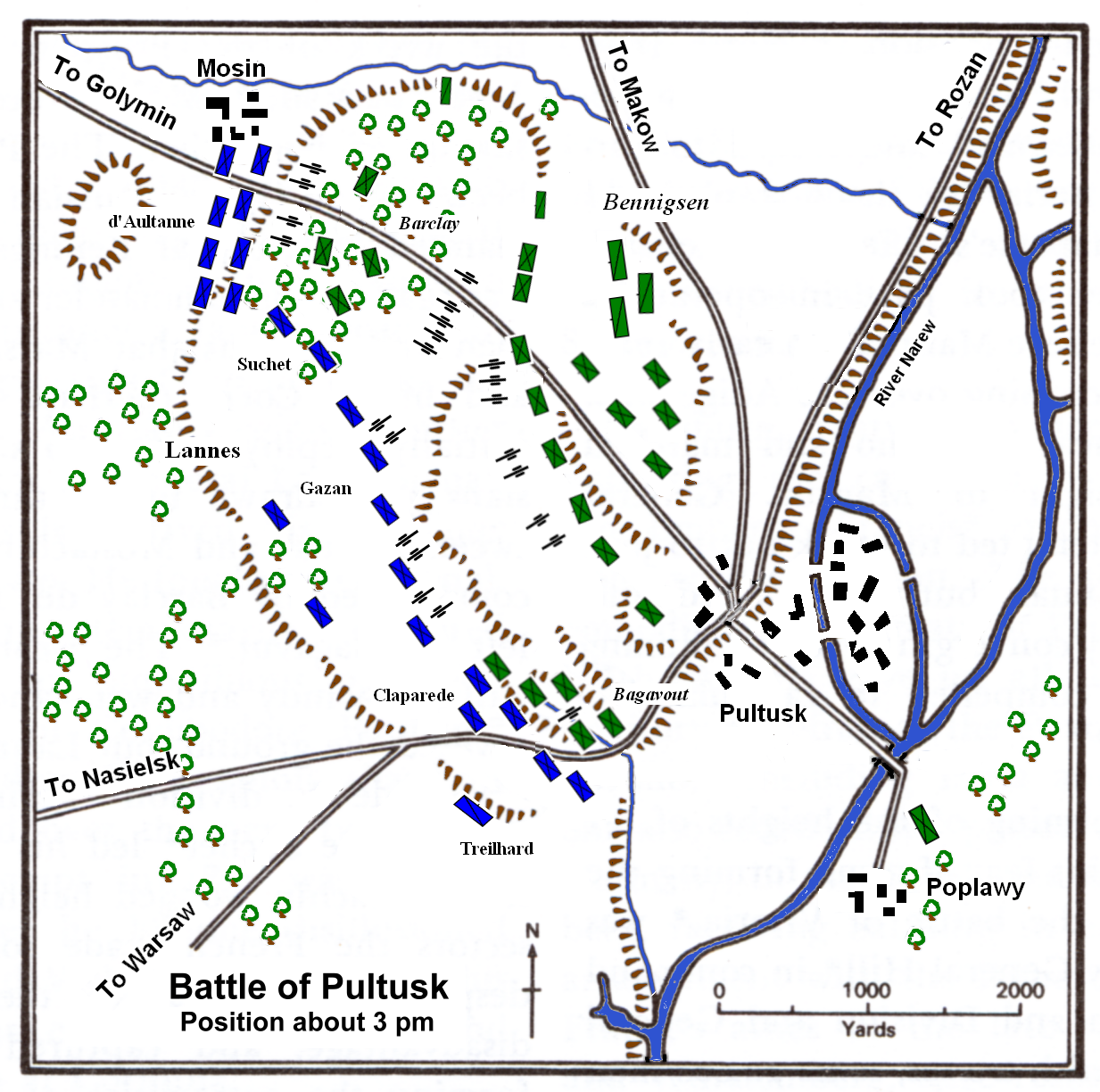
A csata állása délután 3 óra körül

Mindkét fél ért el kisebb sikereket a hóviharban az oroszok a lovasság révén, a franciák a gyalogságuk által, végül a zűrzavaros csetepaté után az oroszok visszakerültek az eredeti helyzetükbe. Lannes lovasságának Treilhard vezette divíziója támadást indított az orosz tüzérség ellen.
Ugyanakkor, amikor a francia jobb szárny megkezdte támadását, a francia bal szárnyon Suchet divíziója élére Lannes személyesen állt és támadta a Barclay de Tolly hadállásait. Az első támadást mégis az oroszok indították az erdőből, és elzsákmányolták az ott lévő francia ágyúállást, de Barclay tartalékát a franciák visszaűzték az erdőbe visszafoglalták az ágyúkat. A francia centrum is támadásnak indult. Az orosz lovasság visszavonult a fő vonalaik mögé, ezáltal a francia tüzérségi tűz elérhette az orosz ágyúállásokat, ütegeket.
Délután 2 óra körül a franciák helyzete válságosnak tűnt. Az orosz bal szárny teljesen birtokolta a csatateret, a francia centrum a tüzérségi tűztől szenvedett, és a jobb szárnyon az egyre nagyobb nyomás miatt Suchet divízióját kiűzték az erdőből. A franciák visszavonulás lehetősége már közelinek tűnt, amikor váratlanul erősítést kaptak.
Davout 3. hadtestének 3. hadosztályának ideiglenes vezérkari főnöke, Joseph Daultanne  érkezett meg, aki egy Pułtusk felé visszavonuló orosz hadoszlopot követett.
Daultanne-t aggodalommal töltötte az orosz lovasság ereje, a fegyverek és tartalékok, szeretett volna támadni, de még nem mert. A támadásra való készülődést leállította az este, amikor csatazajt hallott a jobbszárnyról, és így Pułtusk felé vonultak. Harcra és útra készen csak egy ágyúja volt.
Látva a közelítő ellenség erejét, Bennigsen visszakanyarodott a fő vonalba az erdővel szembe, így csökkentve a Lannes egységeitől ráirányuló tüzérségi tüzet. Barclay felfedezte Daultanne támadását a jobb szárnyán, visszavonta a jobb szárnyát a fő orosz vonalakra. Bennigsen megerősítette őt két gyalogsági ezreddel és néhány lovassal, és átirányította egy tüzérségi üteg tüzét az erdőbe. Az így megerősített Barclay az erdő felé támadt. A franciák kitértek, és Daultanne jobb szárnyát felfedezték. Ezt a támadást húsz század orosz lovasság indította, de a 85. francia gyalogezred négyszögeket alkotott és folyamatosan tüzelve visszaverte őket. Este 8 órakor a támadás elhalt, és Daultanne visszavonult az erdő szélére.
Az éjszaka folyamán Bennigsen úgy döntött, hogy visszavonul, és azt, hogy a következő napon, december 27-én a hosszabb úton a Rozan mentén, a Narew keleti partján  majd tovább Ostrołęka irányába indul. Daultanne hadosztálya is elindult, hogy csatlakozzon a francia 3. hadtesthez Golyminnál. A franciák nem tudták állásaikat megtartani, az oroszok december 28-án megszállták Pułtuskot.

### A csata elemzése
A veszteségek nagyságát mindkét fél vitatja. Lannes marsall 2000 halottra, 3000 sebesültre és 1800 hadifogolyra, összesen 6800 főre tette az orosz veszteségeket, Robert Thomas Wilson, az orosz hadsereg angol tisztje ugyanezt 5000 főben állapította meg. Lannes saját veszteségét 700 halottra és 1500 sebesültre becsülte, az orosz források 7000 halottal vagy sebesülttel és 70 hadifogollyal számolnak.

## Következmények
December 28-án Napóleon megállította az előrenyomulást, és miután elvesztette a kapcsolatot az orosz hadsereggel, úgy döntött, hogy elvonul a téli szállásra. A csapatai kimerültek és elégedetlenek voltak, és az ellátásuk akadozott.
A pillanatnyi fegyvernyugvás nem tartott sokáig. 1807. február 8-án a két hadsereg a vérzivataros eylaui csatában ütközött meg egymással.

## Fordítás
- Ez a szócikk részben vagy egészben  a   Battle of Pułtusk című angol Wikipédia-szócikk fordításán alapul.  Az eredeti cikk szerkesztőit annak laptörténete sorolja fel. Ez a jelzés csupán a megfogalmazás eredetét és a szerzői jogokat jelzi, nem szolgál a cikkben szereplő információk forrásmegjelöléseként.